# Angelo Scola
Angelo kardinál Scola (* 7. listopadu 1941, Malgrate v Lombardii) je italský římskokatolický duchovní, teolog, významná osobnost hnutí Comunione e Liberazione a emeritní arcibiskup milánský.

## Život
Při studiu filosofie na Katolické univerzitě Božského Srdce v Miláně se spřátelil s donem Luigim Giussanim. Na této univerzitě získal doktorát z filosofie, až poté se rozhodl ke vstupu do semináře milánské arcidiecéze. Vzhledem k tomu, že byl součástí hnutí Comunione e Liberazione, jej rektor semináře nedoporučil ke svěcení, a proto byl roku 1970 vysvěcen pro diecézi Teramo. Po svém kněžském svěcení spolupracoval s významnými katolickými teology jako Henri de Lubac nebo Hans Urs von Balthasar, zejména při založení mezinárodní teologické revue Communio.
Teologii začal vyučovat na švýcarské Univerzitě ve Friburgu. Poté byl od r. 1982 profesorem na teologické fakultě Papežské lateránské univerzity v Římě. V letech 1986–1991 byl konzultorem Kongregace pro nauku víry, kterou tehdy vedl kardinál Joseph Ratzinger, pozdější papež Benedikt XVI.
Roku 1991 byl jmenován sídelním biskupem v Grossetu, konsekrován byl kardinálem Gantinem v římské bazilice Panny Marie Sněžné dne 21. září 1991. Na úřad diecézního biskupa rezignoval v roce 1995, kdy se stal rektorem Lateránské univerzity (do r. 2002). Dne 5. ledna 2002 byl investován jako patriarcha benátský, jímž byl až do roku 2011. V konzistoři dne 21. října 2003 byl papežem Janem Pavlem II. jmenován kardinálem ve třídě (ordo) kardinál-kněz a dostal přidělenu titulární baziliku Santi XII Apostoli.
Papež Benedikt XVI. jmenoval kardinála Scolu dne 28. června 2011 arcibiskupem milánským. Milánská arcidiecéze je co do počtu věřících největší v Itálii. Ve dnech předcházejících konkláve k volbě následníka po odstoupení Benedikta XVI., jež začalo 12. března 2013, byl Scola mezi těmi církevními hodnostáři, které komentátoři nejčastěji uváděli jako možného příštího papeže a římského biskupa. Rezignaci kardinála Scoly na úřad milánského arcibiskupa, podanou z důvodu dosažené věkové hranice, přijal papež František dne 7. července 2017, kdy také oznámil jmenování jeho nástupce Maria Delpiniho..

## Dílo
- Avvenimento e tradizione. Questioni di ecclesiologia
- Questioni di antropologia teologica.
- Il mistero nuziale, vol. 1. Uomo-donna, vol. 2. Matrimonio-famiglia.
- L'esperienza elementare. La vena profonda del magistero di Giovanni Paolo II, 2003
- Un pensiero sorgivo. Sugli scritti di Luigi Giussani, 2004
- Chi è la Chiesa? Una chiave antropologica e sacramentale per l'ecclesiologia, 2005
- Stupore eucaristico. Conversazioni dal Sinodo, 2006.

V jeho bibliografii nalezneme více než 120 odborných článků.